# Atletika na Letních olympijských hrách 1952 – 100 metrů muži
 Běh na 100 metrů mužů na Letních olympijských hrách 1952 se uskutečnil ve dnech 20. a 21. července v Helsinkách. 

## Výsledky finálového běhu
| *                | jméno             | země                   | čas   |
| ---------------- | ----------------- | ---------------------- | ----- |
| Zlatá medaile    | Lindy Remigino    | Spojené státy americké | 10,79 |
| Stříbrná medaile | Herb McKenley     | Jamajka                | 10,80 |
| Bronzová medaile | McDonald Bailey   | Velká Británie         | 10,83 |
| 4                | Dean Smith        | Spojené státy americké | 10,84 |
| 5                | Vladimir Sukharev | Sovětský svaz          | 10,88 |
| 6                | John Treloar      | Austrálie              | 10,91 |